# Omicidio di Massimo D'Antona

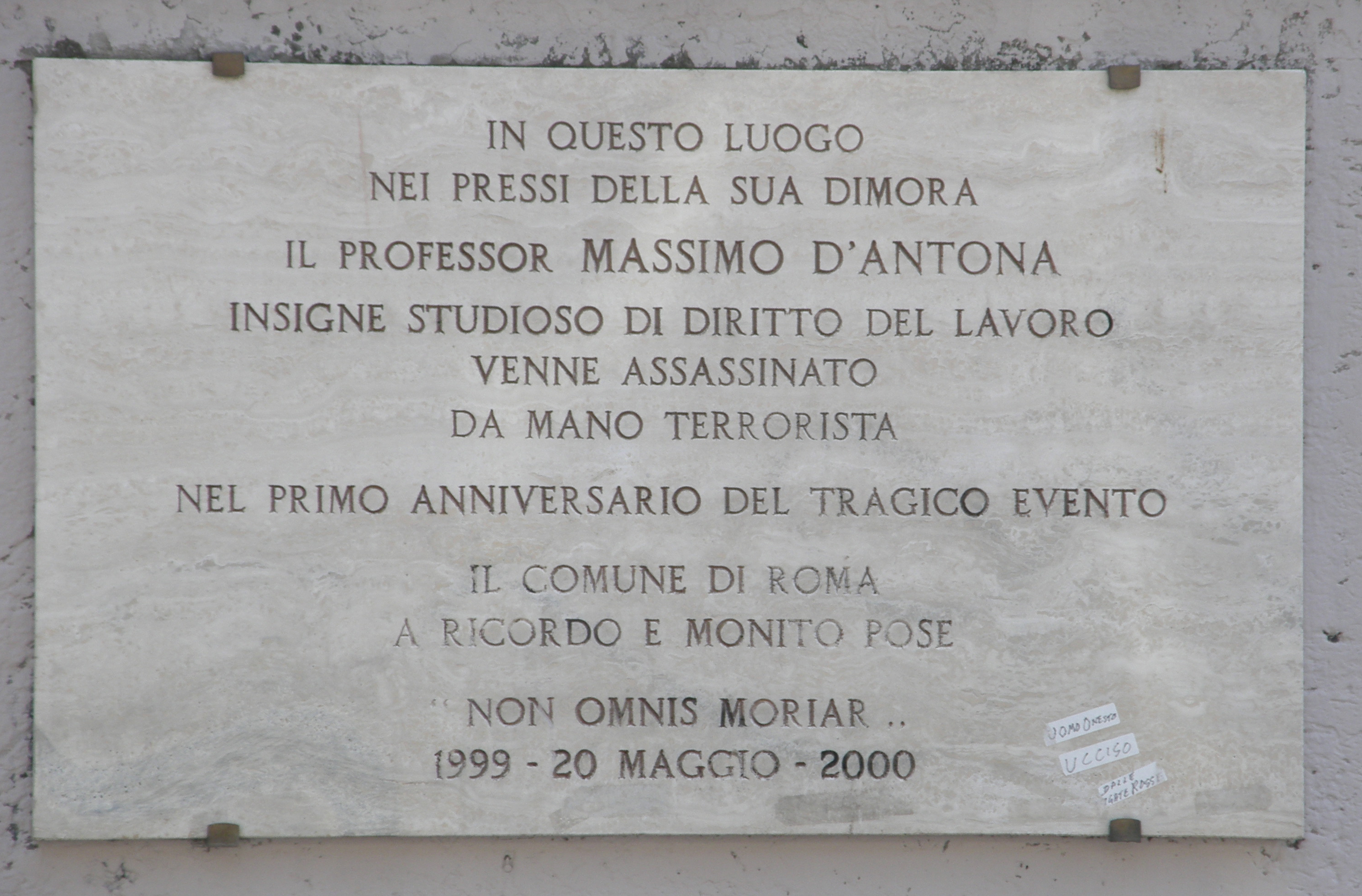
Targa in memoria di Massimo D'Antona, posta sul luogo dell'omicidio in via Salaria a Roma.

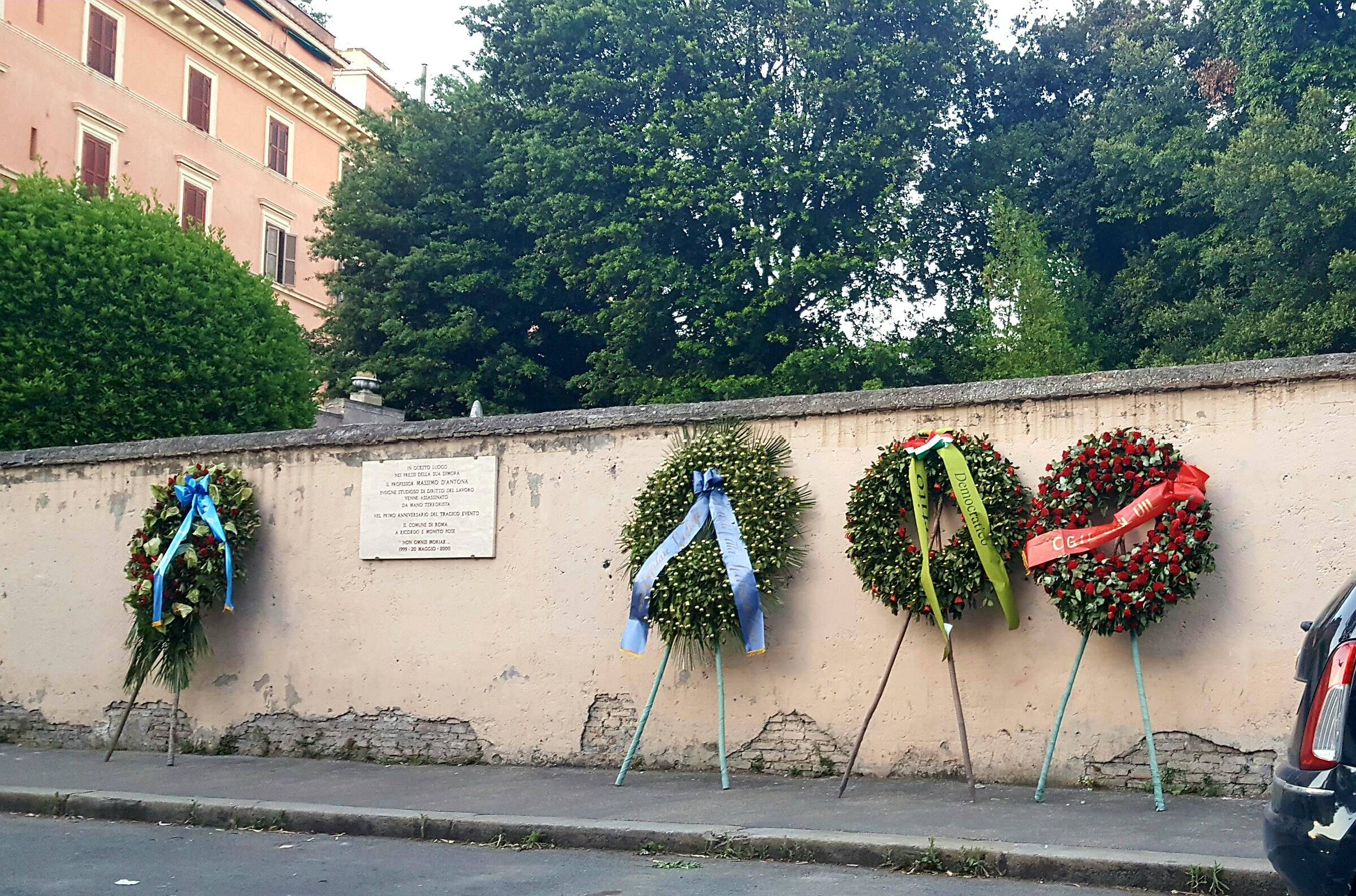
Corone deposte il 20 maggio 2016 in via Salaria, sul luogo di uccisione di Massimo D'Antona.

L’omicidio di Massimo D'Antona fu un atto terroristico avvenuto a Roma il 20 maggio 1999 che vide come vittima Massimo D'Antona, docente universitario e consulente del Ministero del lavoro, assassinato dalle Nuove Brigate Rosse.

## Ricostruzione giudiziaria dei fatti
Erano da poco passate le 8:00 di mattina, del 20 maggio 1999 quando il professor Massimo D'Antona, consulente del Ministero del lavoro, si apprestava a uscire dalla sua abitazione di via Salaria, angolo via Po, a Roma, per recarsi al lavoro nel suo studio situato a poca distanza dal suo appartamento. Superato l'incrocio con via Adda, in corrispondenza di un cartellone pubblicitario che lo nasconde dalla vista dalla strada, intorno alle ore 8:13, il professore viene bloccato dal commando di brigatisti formato da Mario Galesi e Nadia Desdemona Lioce che sono già dalle 5:30 nascosti all'interno del furgone parcheggiato al lato della strada.
Per loro l'azione è già cominciata quattro giorni prima, con l'operazione di parcheggio dei mezzi: due furgoni Nissan in sosta in via Salaria, due scooter per la fuga della squadra operativa e le biciclette per le staffette. I due, nel mezzo, controllano la strada attraverso un piccolo foro ricavato attraverso la vernice bianca che oscura i vetri. Baffi finti, un contenitore per le urine e le borse con all'interno le armi. Ma non sono soli. Altri tre elementi del gruppo operativo (le cosiddette staffette) hanno già raggiunto la loro posizione prevista e sono tutti equipaggiati con finti telefonini, ricetrasmittenti, cerotti sulle dita per non lasciare impronte, cappellini con visiera e occhiali da vista.
Nel mentre il professor D'Antona si è già avviato lungo il marciapiede che costeggia Villa Albani e ha già quasi percorso gran parte degli ultimi centotrenta passi che lo separano dall'ultimo istante della sua vita. Un testimone oculare del delitto, durante il dibattimento, ricostruisce così quella manciata di secondi: "Ero sullo stesso marciapiede su cui camminava D'Antona. Ho visto un uomo e una donna che stavano aspettando qualcuno e poi parlavano con questa persona. Io ho proseguito. Ho superato via Adda ma, dopo qualche metro, ho sentito dei colpi sordi. Mi sono girato a guardare e ho visto una "pistola lunga" e poi l'uomo che continuava a sparare mentre l'altro uomo era già a terra".
Secondo la deposizione processuale della pentita Cinzia Banelli, l'uomo che continuava a sparare era Mario Galesi che, armato di una pistola semiautomatica calibro 9x19 senza silenziatore, faceva fuoco su D'Antona, svuotando tutti i 9 colpi del caricatore e infliggendogli il colpo di grazia al cuore.
Conclusa l'azione i due si allontanano dal luogo del delitto: l'uomo verso via Basento dove sale in sella a un motorino "50", mentre la donna cammina ancora lungo via Salaria, incrociando un secondo testimone oculare che la descrive con: "i capelli corti e lisci, castano scuri, attaccati al volto e pettinati con la riga in mezzo, occhi grandi, piuttosto scuri e faccia grassottella". I soccorsi che arrivano poco dopo sul posto trasportano D'Antona al Policlinico Umberto I dove, alle 9:30, il medico ne dichiara la morte.

## La rivendicazione
Poche ore dopo l'agguato, in un documento di 14 pagine stampate fronte retro, con tanto di stella a cinque punte e firmato Nuove Brigate Rosse, arriva la rivendicazione.
Rispetto ai modelli di rivendicazione utilizzati dai brigatisti negli anni di piombo, oltre alla scomparsa della classica dicitura SIM (Stato Imperialista delle Multinazionali), l'espressione ideologica coniata dalle stesse BR, sostituita da "Borghesia Internazionale", si rileva un netto peggioramento dello stile e della qualità letteraria e una maggior tortuosità nell'espressione. Anche qui, come in quella del delitto Biagi, vi si individua una certa logica criminale dell'organizzazione che progettava di colpire uomini dello Stato e personalità cardine, legate a un contesto di ristrutturazione del mercato del lavoro:

"Il giorno 20 maggio 1999, a Roma, le Brigate Rosse per la costruzione del Partito Combattente hanno colpito Massimo D'Antona, consigliere legislativo del Ministro del lavoro Bassolino e rappresentante dell'esecutivo al tavolo permanente del "Patto per l'occupazione e lo sviluppo". Con questa offensiva le Brigate Rosse per la costruzione del Partito Comunista Combattente, riprendono l'iniziativa combattente, intervenendo nei nodi centrali dello scontro per lo sviluppo della guerra di classe di lunga durata, per la conquista del potere politico e l'instaurazione della dittatura del proletariato, portando l'attacco al progetto politico neo-corporativo del "Patto per l'occupazione e lo sviluppo", quale aspetto centrale nella contraddizione classe/Stato, perno su cui l'equilibrio politico dominante intende procedere nell'attuazione di un processo di complessiva ristrutturazione e riforma economico-sociale, di riadeguamento delle forme del dominio statuale, base politica interna del rinnovato ruolo dell'Italia nelle politiche centrali dell'imperialismo."

## Il processo

### Primo grado
Per l'omicidio del giuslavorista vengono rinviate a giudizio 17 persone: dieci di loro per banda armata e gli altri sette per banda armata e omicidio. Il primo processo si conclude il 1º marzo 2005 quando il gup Luisanna Figliolia condanna all'ergastolo Laura Proietti e a vent'anni di reclusione Cinzia Banelli, entrambe giudicate con il rito abbreviato.
L'8 luglio 2005, dopo 32 ore di camera di consiglio la corte d'assise di Roma, presieduta da Marco D'Andria, emette il verdetto per gli altri brigatisti alla sbarra e condanna alla pena dell'ergastolo Nadia Desdemona Lioce, Roberto Morandi e Marco Mezzasalma.
Pene minori, invece, per gli altri componenti, tutti assolti dall'accusa di concorso nell'omicidio e ritenuti responsabili solo di associazione sovversiva: nove anni a Paolo Broccatelli, nove anni e sei mesi a Diana Blefari Melazzi, quattro anni e otto mesi a Federica Saraceni, cinque anni a Simone Boccaccini, cinque anni e sei mesi a Bruno Di Giovannangelo e a tutti i cosiddetti detenuti irriducibili che dal carcere di Trani avevano rivendicato l'omicidio: Michele Mazzei, Antonino Fosso, Francesco Donati e Franco Galloni.
Per Alessandro Costa, Roberto Badel e i fratelli Fabio e Maurizio Viscido c'è invece l'assoluzione.

### L'appello
La seconda corte d'assise d'appello di Roma, nelle due sentenze del 1º giugno e del 28 giugno 2006, conferma gli ergastoli per Nadia Desdemona Lioce, Roberto Morandi, Marco Mezzasalma e riduce le condanne a Laura Proietti (a vent'anni), e alla pentita Cinzia Banelli (a dodici anni).
Ribaltata invece la sentenza di primo grado per Federica Saraceni che, assolta in primo grado dall'accusa di concorso nell'omicidio, viene invece giudicata a parte e condannata a ventuno anni e sei mesi dalla seconda corte d'assise d'appello, il 4 aprile 2008, ritenendola responsabile di questo particolare reato.
Assolti in via definitiva Alessandro Costa e Roberto Badel a cui si aggiungono tutti gli irriducibili del carcere di Trani: Michele Mazzei, Antonino Fosso, Francesco Donati e Franco Galloni.

### La Cassazione
Nell'ultimo grado di giudizio, il 28 giugno 2007, la cassazione conferma sostanzialmente le sentenze della corte d'appello: ergastolo per Morandi, Mezzasalma e Lioce e assoluzione per i 4 irriducibili Fosso, Donati, Galloni e Mazzei, per cui viene respinta la richiesta di un nuovo processo.
Confermate le condanne definitive anche a Federica Saraceni (ventuno anni e sei mesi), Laura Proietti (vent'anni), Cinzia Banelli (dodici anni), Simone Boccaccini (cinque anni e otto mesi), Bruno Di Giovannangelo (cinque anni e sei mesi) e Paolo Broccatelli (nove anni), i giudici hanno ridotto la pena a Diana Blefari Melazzi (da nove anni a sette anni e sei mesi).

## Una nuova stagione di sangue
L'omicidio D'Antona riapre la stagione degli omicidi delle Brigate Rosse che, a 11 anni dall'ultimo assassinio, quello di Roberto Ruffilli, si ripropongono all'attenzione pubblica con una nuova sigla, le Nuove Brigate Rosse, con cui riprendono la lotta armata cercando di arrestare il cosiddetto progetto politico neo-corporativo dei Patti per l'occupazione, colpendo figure chiave legate al contesto politico della ristrutturazione del mondo del lavoro.
L'obbiettivo perseguito è sempre, come per le storiche BR, quello della conquista del potere politico e dell'instaurazione della dittatura del proletariato, attraverso l'annientamento del dominio della borghesia imperialista.
All'omicidio D'Antona seguiranno poi l'assassinio del giuslavorista Marco Biagi e il conflitto a fuoco con le forze dell'ordine sul treno Roma-Firenze, del 2 marzo 2003, che costerà la vita al sovrintendente della Polfer Emanuele Petri, al brigatista Mario Galesi e la conseguente cattura dell'altra brigatista Nadia Desdemona Lioce.
In seguito a quell'arresto e, soprattutto, dall'analisi del suo computer palmare gli inquirenti rintracciarono diversi documenti con possibili obbiettivi da colpire, risoluzioni strategiche e diverse altre prove che collegavano i due terroristi con la sigla Nuove BR e, di conseguenza, con gli omicidi D'Antona e Biagi.